# Schizoporella occidentalae
Schizoporella occidentalae är en mossdjursart som beskrevs av Jacqueline A. Soule 1964. Schizoporella occidentalae ingår i släktet Schizoporella och familjen Schizoporellidae. Inga underarter finns listade i Catalogue of Life.